# Konziliengeschichte
Die Schriftenreihe Konziliengeschichte (= KonGe) ist eine von Walter Brandmüller begründete Buchreihe in zwei Serien, die gegenwärtig von Peter Bruns und Thomas Prügl (Wien) in deutscher Sprache herausgegeben wird. Sie erscheint im Verlag Ferdinand Schöningh und umfasst neben der Darstellung einzelner oder Gruppen von Konzilien (Buchserie A: KonGe.D) auch systematische Untersuchungen (Buchserie B: KonG.U) zu Themen der Konziliengeschichtsforschung.

## Wissenschaftliches Selbstverständnis
Die KonGe versteht sich als Nachfolgewerk der großen, von Karl Joseph von Hefele und Josef Hergenröther begründeten Conciliengeschichte (1855–1890), die dann von Henri Leclercq ins französische übersetzt und überarbeitet wurde (Carl Joseph Hefele, Histoire des conciles d’après les documents originaux. Nouvelle traduction française corrigée et augmentée par Henri Leclercq, 9 Doppel-Bände [Paris 1907–1931]). Das Werk wurde dann noch von Charles de Clercq um zwei Bände zu den Conciles des orientaux catholiques ergänzt und erfuhr 1973 einen Neuabdruck.
Die KonGe strebt eine umfassende Neudarstellung der Konzilien- und Synodalgeschichte auf weltkirchlicher und regionaler Ebene an. Den jeweils aktuellen Anforderungen der kirchengeschichtlichen Methode verpflichtet, will die KonGe nicht nur die Voraussetzungen, Abläufe und Themen sowie historische Situation und Rezeption der jeweiligen Konzilien  reflektiert beschreiben, sondern auch deren theologische Relevanz adäquat bestimmen. Konzilien sollen dadurch sowohl als historische Ereignisse im umfassenden Sinn wie auch als Marksteine der Theologiegeschichte erfasst werden.

## Bislang erschienene Bände
Reihe A: Darstellungen
- Josef Metzler: Die Synoden in China, Japan und Korea (1570–1931), 1980.

- José Orlandis – Domingo Ramos-Lissón: Die Synoden auf der Iberischen Halbinsel bis zum Einbruch des Islam (711), 1981.

- Willi Henkel: Die Konzilien in Lateinamerika Bd. I: Mexiko (1555–1897), 1984.

- Josef Metzler: Die Synoden in Indochina (1625–1934), 1984.

- Hanna Vollrath: Die Synoden Englands bis 1066, 1986.

- Odette Pontal: Die Synoden im Merowingerreich, 1986.

- Lothar Waldmüller: Die Synoden in Dalmatien, Kroatien und Ungarn, 1987.

- Heinz Wolter: Die Synoden im Reichsgebiet und in Reichsitalien von 916 bis 1056, 1988.

- Wilfried Hartmann: Die Synoden der Karolingerzeit im Frankenreich und in Italien, 1989.

- Burkhard Roberg: Das Zweite Konzil von Lyon (1274), 1990.

- Johannes Grohe: Die Synoden im Bereich der Krone Aragón von 1418–1429, 1991.

- Walter Brandmüller: Das Konzil von Konstanz 1414–1418 Bd. I: Bis zur Abreise Sigismunds nach Narbonne, 1991.

- Klaus Schatz: Vaticanum I (1869–1870) Bd. I: Vor der Eröffnung, 1992.

- Klaus Schatz: Vaticanum I (1869–1870) Bd. II: Von der Eröffnung bis zur Konstitution "Dei Filius", 1993.

- Klaus Schatz: Vaticanum I (1869–1870) Bd. III: Unfehlbarkeitsdiskussion und Rezeption, 1994.

- Ian B. Waters: Die Konzilien in Australien 1842–1917, 1994.

- Michele Miele: Die nachtridentinischen Synoden in Italien Bd. I: Die Provinzialkonzilien Süditaliens in der Neuzeit, 1996.

- Josef Anton Fischer – Adolf Lumpe: Die Synoden von den Anfängen bis zum Vorabend des Nicaenums, 1997.

- Walter Brandmüller: Das Konzil von Konstanz 1414–1418 Bd. II: Bis zum Konzilsende, 1997.

- Donald E. R. Watt: Die Konzilien in Schottland bis zur Reformation, 2001.

- Jaime Justo Fernández: Die Konzilien der Kirchenprovinz Santiago de Compostela 1120–1563. 2002.

- Walter Brandmüller: Das Konzil von Pavia-Siena 1423–1424, 2002.

- Hans Georg Thümmel: Die Konzilien zur Bilderfrage im 8. und 9. Jahrhundert. Das 7. Ökumenische Konzil in Nikaia 787, 2005.

- Georg Gresser: Die Synoden und Konzilien in der Zeit des Reformpapsttums in Deutschland und Italien von Leo IX. bis Calixt II. 1049–1123, 2006.

- Mariano Delgado – Luis Gutierrez: Die Konzilien auf den Philippinen, 2008.

- Willi Henkel – Josep-Ignasi Saranyana: Die Konzilien in Lateinamerika Bd. II: Lima 1551–1927, 2010.

Reihe B: Untersuchungen
- Hermann Josef Sieben: Die Konzilsidee der Alten Kirche, 1979.

- Hermann Josef Sieben: Die Konzilsidee des lateinischen Mittelalters (847-1378), 1984.

- Hermann Josef Sieben: Die katholische Konzilsidee von der Reformation bis zur Aufklärung, 1988.

- Heribert Müller: Die Franzosen, Frankreich und das Basler Konzil (1431–1449), Bd. I-II, 1990.

- Hermann Josef Sieben: Katholische Konzilsidee im 19. und 20. Jahrhundert, 1993.

- Hermann Josef Sieben: Vom Apostelkonzil bis zum 1. Vatikanum. Studien zur Geschichte der Konzilsidee, 1996.

- Thomas Wünsch: Konziliarismus und Polen. Personen, Politik und Programme aus Polen zur Verfassungsfrage der Kirche in der Zeit der mittelalterlichen Reformkonzilien, 1998.

- Thomas Weitz: Der Traktat des Antonio Roselli „De Conciliis ac Synodis Generalibus“, 2002.

- Johannes  Bernhard Uphus: Der Horos des Zweiten Konzils von Nizäa 787. Interpretationen und Kommentar auf der Grundlage der Konzilsakten mit besonderer Berücksichtigung der Bilderfrage, 2004.

- Walter Brandmüller: Briefe um das I. Vaticanum. Aus der Korrespondenz des Konzilssekretärs Bischof Fessler von St. Pölten 1869–1872, 2005.

- Hermann Josef Sieben: Studien zur Gestalt und Überlieferung der Konzilien, 2005.

- Ralf van Bühren: Kunst und Kirche im 20. Jahrhundert. Die Rezeption des Zweiten Vatikanischen Konzils, 2008.

- Hermann Josef Sieben: Studien zum Ökumenischen Konzilien: Definitionen und Begriffe, Tagebücher und Augustinus-Rezeption, 2010.

- Mathias Mütel: Mit den Kirchenvätern gegen Martin Luther? Die Debatten um Tradition und auctoritas patrum auf dem Konzil von Trient, 2017.